# Мельник Віктор Анатолійович
Ві́ктор Анато́лійович Ме́льник (27 червня 1990, с. Світличне, Чернігівська область — 4 грудня 2015, с. Зайцеве, Донецька область) — старший солдат 57-мої окремої мотопіхотної бригади імені кошового отамана Костя Гордієнка  Збройних сил України, учасник російсько-української війни.

## Життєпис
Народився 1990 року в селі Світличне Чернігівської області у родині Анатолія Петровича та Тамари Михайлівни Мельників, виростав з молодшою сестрою Вірою. 2005 року закінчив 9 класів ЗОШ села Світличне, 2007-го здобув середню освіту в ЗОШ села Дащенки Варвинського району. Протягом 2008—2009 років проходив строкову військову службу, в/ч 3004 Східного територіального командування Внутрішніх військ МВСУ, Донецьк. Під час проходження служби втратив батька. Демобілізувавшись, працював у Києві, на продуктових складах «Фоззі-фуд», контролером в Броварах.
Мобілізований 11 березня 2015-го, пройшов підготовку на Яворівському полігоні, здобув військову спеціальність снайпера. Старший солдат, снайпер 57-ї окремої мотопіхотної бригади. Кінцем жовтня приїздив додому у відпустку.
4 грудня 2015 року перебував на бойовому чергуванні до 8-ї години ранку, після чого пішов відпочивати; близько 9-ї години терористи почали снайперський обстріл позиції. Віктор зайняв вогневу позицію, загинув від кульового поранення поблизу села Зайцеве Артемівського району Донецької області. Тоді ж загинув солдат Євген Крикунов.
8 грудня 2015-го похований у селі Світличне Варвинського району.
Без Віктора лишилися мама і бабуся, в Маріуполі — молодша сестра Віра.

## Нагороди та вшанування
- Орден «За мужність» ІІІ ст. (25 листопада 2016, посмертно) — за особисту мужність і високий професіоналізм, виявлені у захисті державного суверенітету та територіальної цілісності України, вірність військовій присязі[2]
- Відзнака Президента України «За участь в антитерористичній операції» (посмертно)[3]
- 5 травня 2016 року в селі Світличне на будівлі ЗОШ відкрито меморіальну дошку Віктору Мельнику[4].